# Spoorlijn Langerwehe - Eschweiler-Weisweiler
De spoorlijn Langerwehe - Eschweiler-Weisweiler is een Duitse spoorlijn in Noordrijn-Westfalen en is als spoorlijn 2575 onder beheer van DB Netze.

## Geschiedenis
Het traject werd door de DB Netze geopend op 14 juni 2009 als verbinding tussen de spoorlijn Keulen - Aken en de spoorlijn Hochneukirch - Stolberg.

## Treindiensten
De Deutsche Bahn verzorgt het personenvervoer op dit traject met RB treinen.
| Serie | Treinsoort                  | Route | Bijzonderheden |
| ----- | --------------------------- | --- | -------------- |
| RB 20 | Regionalbahn (DB Regio NRW) | Stolberg (Rheinl) Hbf – Eschweiler-St. Jöris – Alsdorf-Annapark – Herzogenrath – Aachen Hbf – Stolberg (Rheinl) Hbf – [ Stolberg Altstadt ] / [ Langerwehe – Düren ] |                |

## Aansluitingen
In de volgende plaatsen is er een aansluiting op de volgende spoorlijnen:
Langerwehe
DB 2600, spoorlijn tussen Keulen en Aken
Eschweiler-Weisweiler
DB 2571, spoorlijn tussen Hochneukirch en Stolberg